# Kafr Amim (Hama)
Kafr Amim (arab. كفر عميم) – miejscowość w Syrii, w muhafazie Hama. W 2004 roku liczyła 1063 mieszkańców.